# Stanisław Burdziej
Stanisław Konstanty Burdziej (ur. 1979) – polski socjolog, doktor habilitowany nauk społecznych, nauczyciel akademicki Uniwersytetu Mikołaja Kopernika w Toruniu.

## Życiorys
W latach 1998–2003 odbył studia w zakresie socjologii w Uniwersytecie Mikołaja Kopernika ukończone uzyskaniem tytułu magistra socjologii, zaś w latach 2001-2004 studiował filologię włoską na tej samej uczelni (uzyskał licencjat z filologii włoskiej). W latach 2004–2005 kształcił się w Heidelberg Center for American Studies Uniwersytetu w Heidelbergu i uzyskał tam tytuł Master of Arts in American Studies.
Na Wydziale Humanistycznym Uniwersytetu Mikołaja Kopernika w Toruniu na podstawie rozprawy pt. Retoryka religijna Billa Clintoma i George'a W. Busha. Studium socjologiczne amerykańskiej civil religion na przykładzie przemówień dwóch prezydentów nadano mu w 2008 stopień doktora nauk humanistycznych w dyscyplinie socjologia, specjalności: komunikacja społeczna, socjologia polityki, socjologia religii. Tam też na podstawie dorobku naukowego oraz monografii pt. Sprawiedliwość i prawomocność. O społecznej legitymizacji władzy sądowniczej otrzymał w 2018 stopień doktora habilitowanego nauk społecznych w dyscyplinie socjologia.
Został adiunktem w Instytucie Socjologii UMK.
Opublikował m.in. książki: 
- W drodze do Santiago de Compostela: Portret socjologiczny pielgrzymki, Kraków 2005.
- Religia obywatelska w Stanach Zjednoczonych. Studium socjologiczne retoryki religijnej Billa Clintona i George’a W. Busha, Kraków 2009.
- Sprawiedliwość i prawomocność. O społecznej legitymizacji władzy sądowniczej, Toruń 2017.[2]